# اس‌ام‌ای‌سی‌اس ۰۷۲۳
اس‌ام‌ای‌سی‌اس جی۰۷۲۳٫۳–۷۳۲۷ با کوته‌نوشت اس‌ام‌ای‌سی‌اس ۰۷۲۳ (انگلیسی: SMACS J0723.3-7327)
خوشه‌ای از کهکشان‌ها با فاصله همراه حدود ۵٫۱۲ میلیارد سال نوری در بخش جنوبی صورت فلکی ماهی پرنده است.
این قطعه‌ای از آسمان است که از نیمکرهٔ جنوبی زمین قابل مشاهده است و غالباً توسط تلسکوپ فضایی هابل و دیگر تلسکوپ‌ها در جستجوی گذشتهٔ عمیق بازدید می‌شود.
این صحنه نخستین زمینهٔ ژرف وب تمام‌رنگی  منتشرشدهٔ تلسکوپ فضایی جیمز وب بود که با استفاده از دوربین فروسرخ نزدیک تصویربرداری شده‌است. این قسمت از آسمان پیش‌تر نیز توسط تلسکوپ فضایی هابل به‌عنوان بخشی از بررسی خوشه‌های عظیم جنوبی، و همچنین تلسکوپ‌های پلانک و چاندرا مشاهده شده‌است.